# Волоочко кларіонське
Волоочко кларіонське (Troglodytes tanneri) — вид горобцеподібних птахів родини воловоочкових (Troglodytidae). Ендемік Мексики.

## Назва
Вид Troglodytes tanneri названо на честь американського морського офіцера Зери Лютера Теннера (1835–1906), з яким автор таксона Чарльз Гаскінс Таунсенд здійснив численні подорожі. 

## Поширення
Ендемік острова Кларіон в архіпелазі Ревільяхіхедо на сході Тихого океану біля берегів Мексики. Його природним середовищем існування є менш посушливі ділянки чагарників, зокрема зарості Ipomoea halierca. Він також зустрічається в гарнізонних будівлях і саду в Сульфур-Бей, але зазвичай уникає скелястих берегів та інших відкритих ділянок.